# Rosalie Lamorlière
Rosalie Lamorlière (* 19 de marzo de 1768 - † 2 de febrero de 1848) fue la última sirvienta de la reina de Francia María Antonieta, mientras esta se encontraba recluida en la prisión de la Conciergerie, en espera de su juicio y ejecución.

## Datos biográficos
Lamorlière nace el 19 de marzo de 1768, en Breteuil, hija de un zapatero de nombre François y su esposa Marguerite Charlotte Vaconsin (muerta el 7 de febrero de 1780, cuando Rosalie tenía 12 años de edad), fue una de siete hermanos. Aunque ella nunca se casó, tuvo una hija cuyo padre es desconocido, de nombre Marie-Rosalie Delamolliere.
Lamorlière vivió parte de su vida en la rue de Sèvres en París. Después de las masacres de septiembre, en 1792, comenzó a trabajar para la familia Richards, que estaba a cargo de la prisión de la Conciergerie. Se mantuvo allí hasta 1799.
No se sabe qué aspecto tenía, ya que su único retrato conocido se encuentra perdido. Aparte de eso, la única otra pintura existente de Lamorlière es Marie Antoinette le matin de son exécution, pintada por Tony Robert-Fleury a principios del siglo XX, y quien nunca vio a Lamorlière.
La hija de María Antonieta, María Teresa, le otorgó una pensión hasta el día de su muerte, aunque nunca se conocieron personalmente. Falleció en el hospice des incurables de París. Su tumba fue erigida por su hija en el cementerio del Père-Lachaise.

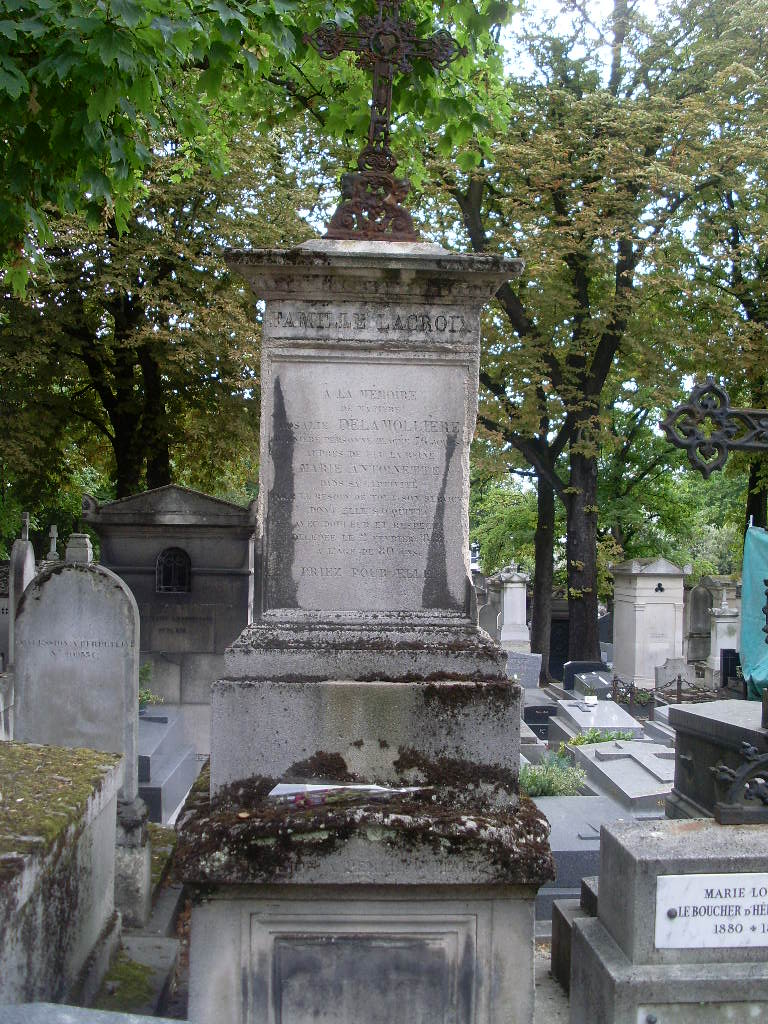
Tumba de la familia Lamorliere en el cementerio del Père-Lachaise, París.

## Libro
Rosalie Lamorlière, dernière servante de Marie-Antoinette, libro realizado por Ludovic Miserole sobre la vida de Lamorlière, fue publicado en 2010. Solo se encuentra disponible en francés.